# Les Twins
Les Twins, pseudonimo di Laurent e Larry Bourgeois (Sarcelles, 6 dicembre 1988), sono due ballerini, coreografi e modelli francesi, conosciuti a livello internazionale per la loro abilità nello stile hip hop del New Style. I loro soprannomi sono “Lil Beast” e “Ca Blaze”. Hanno preso parte a numerosi video musicali di vari artisti, tra cui Beyoncé e Missy Elliott. Grazie alla loro statura che va oltre il metro e novanta, i due fratelli hanno lavorato come modelli per lo stilista francese Jean-Paul Gaultier. Oltre ad insegnare il loro stile hip hop tenendo workshop in svariati paesi del mondo, Les Twins sono i membri fondatori della crew Criminalz Crew. Il duo di ballerini autodidatti sono diventati i beniamini del pubblico francese nel 2008 per essere stati i finalisti dello show televisivo Incroyable Talent. Nel 2010 sono diventati famosi anche negli Stati Uniti dopo che un video della loro performance a World of Dance ha spopolato su YouTube, raggiungendo oltre sei milioni di visualizzazioni in meno di un anno. Nel 2011 hanno vinto nella categoria di New Style del prestigioso concorso di street dance Juste Debout.

## Biografia
Les Twins sono nati il 6 dicembre 1988 a Sarcelles, un comune della periferia di Parigi. La famiglia è originaria della Guadalupa e loro sono i più giovani di 9 bambini. Larry e Laurent non hanno mai preso lezioni di danza. Al contrario, hanno imparato a ballare osservando altri ballerini, breaker, locker e popper. All'età di 12 anni hanno iniziato ad esibirsi in concerti e musical. Nel 2005 hanno formato il gruppo Criminalz Crew insieme ad altri cinque ballerini e hanno iniziato a prendere parte a gare di hip hop e ad intrattenere il pubblico nei locali. Nel 2007 hanno ballato nel musical di successo Pas de Quartier al Festival d'Avignon.
Nel 2008 Les Twins hanno attirato l'attenzione nel mondo del ballo dopo aver sconfitto gli street dancer Joseph Go e Meech Onomo alle semifinali del prestigioso concorso di ballo internazionale Juste Debout. Lo stesso anno sono stati finalisti della terza stagione di Incroyable Talent. Nel 2010 il video della loro esibizione a World of Dance a San Diego ha spopolato sul web. Il 9 novembre 2010 hanno debuttato sulla TV americana come ospiti di The Ellen Degeneres Show.
Nel marzo del 2011 i gemelli hanno vinto nella categoria di New Style a Juste Debout, sconfiggendo più di 353 ballerini. Pochi mesi più tardi si sono esibiti a fianco di Beyoncé al Billboard Music Awards, al Glastonbury Festival, ai BET Awards e al concerto estivo Good Morning America, ottenendo grande attenzione a livello mondiale. Hanno inoltre accompagnato le performance di Beyoncé nella versione francese del programma X Factor e in Le Grand Journal per promuovere il suo quarto album. La loro collaborazione con la cantante continua nel maggio 2012 con la partecipazione al Revel Presents: Beyoncé Live ad Atlantic City.
Fino a dicembre 2011, Larry e Laurent sono stati i due ballerini principali nel Michael Jackson: The Immortal World Tour del Cirque du Soleil. Nel 2012 i due fratelli si sono esibiti con Missy Elliott e Timbaland per la campagna della Hennessy, “Wild Rabbit”, a New York. Il 24 luglio 2012 hanno debuttato sulla più importante rete televisiva giapponese Nippon TV. Nel novembre dello stesso anno hanno partecipato come ospiti speciali alla competizione di ballo televisiva Everybody Dance! in Ucraina. Si sono esibiti insieme a Missy Elliott al Beast on the Beach ad Abu Dhabi e al Back2Black Festival a Rio de Janeiro in Brasile. Les Twins hanno lavorato a molti progetti con la Sony.
Nel 2013 sono andati in tour con Beyoncé per il The Mrs. Carter Show World Tour. Il duo ha anche partecipato al video musicale della canzone Blow. Sempre nel 2013 compaiono nel videoclip di David Guetta e Ne-yo Play hard. Nel 2014 sono apparsi nel videoclip dei Far East Movement e Sidney Samson Bang It To The Curb. Sempre nello stesso anno compaiono nel videoclip di Meghan Trainor Lips Are Movin. Nel 2015 partecipano al videoclip di Missy Elliott e Pharrell Williams WTF (Where They From), partecipando inoltre al concorso della "Red Bull Bc One". Nel 2016 pubblicarono nel loro canale YouTube la loro prima canzone intitolata YDKM (You Don't Know Me).
Nel 2023 ritornano in tour con Beyoncé per il Renaissance World Tour.

## Vita privata
Larry è stato legato sentimentalmente alla cantante francese Lylah da cui ha avuto una figlia il 26 giugno del 2011, Liloh Bourgeois.

## Filmografia
- Men in Black: International, regia di F. Gary Gray (2019)
- Cats, regia di Tom Hooper (2019)